# Ryan Gravenberch
Ryan Jiro Gravenberch, född 16 maj 2002, är en nederländsk fotbollsspelare som spelar för Liverpool.
Hans äldre bror, Danzell Gravenberch, är också en fotbollsspelare.

## Klubbkarriär
Gravenberch kom till Ajax akademi 2010. Den 7 juni 2018 blev han den första vinnaren av "Abdelhak Nouri Trofee", som årligen delas ut till den största talngen i Ajax akademi. Han skrev på sitt första professionella kontrakt med Ajax samma dag, ett kontrakt fram till 2021. Gravenberch debuterade för Jong Ajax i Eerste Divisie den 24 augusti 2018 i en 5–2-vinst över FC Dordrecht.
Gravenberch debuterade för Ajax i Eredivisie den 23 september 2018 i en 3–0-förlust mot PSV Eindhoven. Gravenberch blev då Ajax yngste spelare genom tiderna i Eredivisie vid en ålder på 16 år och 130 dagar och slog rekordet som tidigare hölls av Clarence Seedorf. Den 25 november 2020 gjorde Gravenberch sitt första Champions League-mål i en 3–1-vinst över danska Midtjylland.
Den 13 juni 2022 värvades Gravenberch av Bayern München, där han skrev på ett femårskontrakt. Den 1 september 2023 värvades Gravenberch av Liverpool, även där skrev han på ett femårskontrakt.

## Landslagskarriär
Gravenberch debuterade för Nederländernas landslag den 24 mars 2021 i en 4–2-förlust mot Turkiet, där han blev inbytt i den 82:a minuten mot Daley Blind.